# Duché
Duché (härlett ur franska duc, hertig), hertigdöme, var före 1789 års revolution i Frankrike ett adelsgods upphöjt till hertigdöme som omedelbart län under kronan. Man skilde mellan duché pairie, som medförde pärsvärdigheten, duché simple, utan medföljande pärsvärdighet, och duché par brevet, som endast medförde titeln hertig. Napoleon I fortsatte de kungliga föredömena, genom att han av provinser eller enskilda städer gjorde hertigdömen för sina ministrars och generalers räkning.